# Nikola Nikezić
Nikola Nikezić (Titograd, Montenegro, 13 de junio de 1981) es un futbolista montenegrino. Actualmente se encuentra en un período de inactividad. Juega de delantero y equipo es el NK Olimpija Ljubljana de la Prva SNL. 

## Trayectoria
Nikezić debutó en el fútbol profesional en el año 2000, de la mano del FK Budućnost Podgorica de su Podgorica natal, se mantendría en dicho equipo hasta 2002 cuando ficharía por el FK Sutjeska Nikšić en el que disputaría el mayor número de partidos de su carrera. Para la temporada 2005 el futbolista cambia de país y se muda a Eslovenia donde jugaría con el NK Domžale de 2005 a 2006 y con el ND Gorica de 2006 a 2007.
Posteriormente se trasladará a Francia donde con el Le Havre AC dsiputaría en dos temporadas un total de 46 partidos. El 15 de marzo de 2010 decide fichar por el FC Kubán Krasnodar de la Liga Premier de Rusia. En 2011 el equipo ruso decide prescindir del jugador y trata de rescindirle el contrato de mutuo acuerdo, a lo que el futbolista se niega. Al negarse a acatar las órdenes del equipo unos desconocidos que pertenecen a la Mafia rusa tratan de intimidarle para que firme la rescisión y tras más de 20 minutos sometido a sus intimidaciones, el futbolista se ve obligado a firmar la rescisión del contrato en cuestión.
Tras estos sucesos decide presentarle una denuncia a Joseph Blatter, presidente de la FIFA y le aporta fotografías que demuestran que los hechos denunciados son ciertos.
En vista de lo complicado de la situación FIFPro (acrónimo de Federación Internacional de Futbolistas Profesionales) con la ayuda de Unión del Fútbol de Rusia obligan al club a pagar 180.000 euros en concepto de indemnización a Nikezić.

## Selección nacional
Ha sido internacional con la Selección de fútbol de Montenegro, con la que ha disputado un partido internacional.

## Clubes
| Club                   | País                | Año       | Pj (G)  |
| ---------------------- | ------------------- | --------- | ------- |
| FK Budućnost Podgorica | Serbia y Montenegro | 2000-2002 | 46 (0)  |
| Sutjeska Nikšić        | Serbia y Montenegro | 2002-2004 | 73 (25) |
| NK Domžale             | Eslovenia           | 2005-2006 | 24 (10) |
| ND Gorica              | Eslovenia           | 2006-2007 | 30 (22) |
| Le Havre AC            | Francia             | 2007-2009 | 46 (14) |
| FC Kubán Krasnodar     | Rusia               | 2010      | 32 (4)  |
| NK Olimpija Ljubljana  | Eslovenia           | 2012-     | 18 (7)  |